# Hugo Mallo
Hugo Mallo Novegil (Marín, 22 giugno 1991) è un calciatore spagnolo, difensore dell'Arīs Salonicco.

## Carriera

### Club
Dopo aver militato per anni nelle giovanili di alcuni club spagnoli, nel 1999, viene acquistato dal Celta Vigo per continuare la sua crescita calcistica. Diventando il punto fermo della squadra giovanile, nel 2009, l'allora allenatore del club Eusebio Sacristán decide di farlo esordire in prima squadra, esattamente il 29 agosto, come calciatore professionista.

### Nazionale
Nel 2009 ottiene la sua prima apparizione in nazionale, esattamente con l'Under-19, e dopo alcune presenze viene convocato in Under-20. Dal 2011 è un giocatore che si ritrova nel giro delle convocazioni, per le amichevoli o per le competizioni ufficiali da disputare, con l'Under-21.

## Statistiche

### Presenze e reti nei club
Statistiche aggiornate al 9 ottobre 2023.
| Stagione          | Squadra           | Campionato        | Campionato | Campionato | Coppe nazionali | Coppe nazionali | Coppe nazionali | Coppe continentali | Coppe continentali | Coppe continentali | Altre coppe | Altre coppe | Altre coppe | Totale | Totale |
| Stagione          | Squadra           | Comp              | Pres       | Reti       | Comp            | Pres            | Reti            | Comp               | Pres               | Reti               | Comp        | Pres        | Reti        | Pres   | Reti   |
| ----------------- | ----------------- | ----------------- | ---------- | ---------- | --------------- | --------------- | --------------- | ------------------ | ------------------ | ------------------ | ----------- | ----------- | ----------- | ------ | ------ |
| 2009-2010         | Celta Vigo        | SD                | 25         | 0          | CR              | 5               | 0               | -                  | -                  | -                  | -           | -           | -           | 30     | 0      |
| 2010-2011         | Celta Vigo        | SD                | 28+2       | 1+0        | CR              | 0               | 0               | -                  | -                  | -                  | -           | -           | -           | 30     | 1      |
| 2011-2012         | Celta Vigo        | SD                | 34         | 0          | CR              | 3               | 0               | -                  | -                  | -                  | -           | -           | -           | 37     | 0      |
| 2012-2013         | Celta Vigo        | PD                | 17         | 0          | CR              | 4               | 0               | -                  | -                  | -                  | -           | -           | -           | 21     | 0      |
| 2013-2014         | Celta Vigo        | PD                | 33         | 0          | CR              | 2               | 0               | -                  | -                  | -                  | -           | -           | -           | 35     | 0      |
| 2014-2015         | Celta Vigo        | PD                | 28         | 1          | CR              | 1               | 0               | -                  | -                  | -                  | -           | -           | -           | 29     | 1      |
| 2015-2016         | Celta Vigo        | PD                | 34         | 1          | CR              | 7               | 0               | -                  | -                  | -                  | -           | -           | -           | 41     | 1      |
| 2016-2017         | Celta Vigo        | PD                | 23         | 2          | CR              | 6               | 0               | UEL                | 12                 | 1                  | -           | -           | -           | 41     | 3      |
| 2017-2018         | Celta Vigo        | PD                | 34         | 0          | CR              | 4               | 0               |                    | -                  | -                  | -           | -           | -           | 38     | 0      |
| 2018-2019         | Celta Vigo        | PD                | 35         | 1          | CR              | 0               | 0               |                    | -                  | -                  | -           | -           | -           | 35     | 1      |
| 2019-2020         | Celta Vigo        | PD                | 27         | 0          | CR              | 2               | 0               |                    | -                  | -                  | -           | -           | -           | 29     | 0      |
| 2020-2021         | Celta Vigo        | PD                | 31         | 3          | CR              | 1               | 1               |                    | -                  | -                  | -           | -           | -           | 32     | 4      |
| 2021-2022         | Celta Vigo        | PD                | 21         | 1          | CR              | 2               | 0               |                    | -                  | -                  | -           | -           | -           | 23     | 1      |
| 2022-2023         | Celta Vigo        | PD                | 26         | 0          | CR              | 2               | 0               |                    | -                  | -                  | -           | -           | -           | 28     | 0      |
| Totale Celta Vigo | Totale Celta Vigo | Totale Celta Vigo | 396+2      | 10+0       |                 | 39              | 1               |                    | 12                 | 1                  |             | -           | -           | 449    | 12     |
| 2023              | Internacional     | PD/RS+A           | 0+5        | 0          | CB              | 0               | 0               | CL                 | 3                  | 1                  | -           | -           | -           | 8      | 1      |
| Totale carriera   | Totale carriera   | Totale carriera   | 403        | 10         |                 | 39              | 1               |                    | 15                 | 2                  |             | -           | -           | 457    | 13     |